# Жерге-Тальский аильный округ
Жерге-Тальский аильный округ — аильный округ в Ак-Талинском районе Нарынской области Кыргызстана. Административный центр — село Чолок-Кайын (кирг. Чолок-Кайың).
Образован 31 января 2002 года путём выделения Конорчокского аильного округа.
Согласно указу Президента КР от 3 апреля 2023 года УП № 85 "Об административно-территориальной реформе на уровне айылных аймаков Нарынской области Кыргызской Республики в пилотном режиме" данный айылный аймак упразднен. 14.04.2023 г.
Села данного айильного аймака вошли в состав нового айильного аймака Ала-Буга.
В составе Жерге-Тальского аильного округа входят два села:
1. село Жерге-Тал (400 жителей на 2009 год);
2. село Чолок-Кайын (1898 жителей на 2009 год)[1].

## Население
По данным переписи населения Кыргызстана 2009 года, в аильном округе проживало 2298 человек в 432 домохозяйствах.